# Wilderness - Fuori controllo
Wilderness - Fuori controllo (Wilderness) è una miniserie televisiva britannica ideata e scritta da Marnie Dickens e diretta da So Yong Kim. Basata sull'omonimo romanzo del 2017 di B.E. Jones, ha debuttato il 15 settembre 2023 su Prime Video. Vede come protagonisti Jenna Coleman e Oliver Jackson-Cohen.

## Trama
Liv e Will Taylor sono una giovane coppia britannica che si trasferisce a New York, il cui matrimonio è minacciato quando Liv vede un messaggio sul cellulare di Will che rivela la sua relazione con una collega. Il crepacuore si trasforma rapidamente in rabbia e vendetta.

## Puntate
| nº | Titolo originale              | Titolo italiano                               | Pubblicazione     |
| -- | ----------------------------- | --------------------------------------------- | ----------------- |
| 1  | Happily Ever After            | Per sempre felici e contenti                  | 15 settembre 2023 |
| 2  | The Other Woman               | L'altra donna                                 | 15 settembre 2023 |
| 3  | Repent at Leisure             | Pentirsi senza fretta                         | 15 settembre 2023 |
| 4  | Home Sweet Home               | Casa dolce casa                               | 15 settembre 2023 |
| 5  | Like Mother, Like Daughter    | Tale madre, tale figlia                       | 15 settembre 2023 |
| 6  | Where White Knights Go to Die | Dove i cavalieri senza macchia vanno a morire | 15 settembre 2023 |

## Personaggi e interpreti

### Principali
- Olivia "Liv" Taylor, interpretata da Jenna Coleman, doppiata da Gaia Bolognesi.
Ex giornalista originaria del Galles che si trasferisce a New York con suo marito Will, e scopre di essere stata tradita spiando il suo cellulare nel giorno della vigilia di Natale.
- William "Will" Taylor, interpretato da Oliver Jackson-Cohen, doppiato da Jacopo Venturiero.
Direttore d'albergo e marito di Liv, proveniente da una famiglia benestante.
- Cara Parker, interpretata da Ashley Benson, doppiata da Veronica Puccio.
Amante e collega di Will che lavora come PR nell'hotel.
- Ash, interpretata da Morgana Van Peebles, doppiata da Ludovica Bebi.
Vicina di casa e amica di Liv.
- Caryl, interpretata da Claire Rushbrook, doppiata da Franca D'Amato.
Madre divorziata di Liv.
- Bonnie, interpretata da Talia Balsam, doppiata da Emanuela Rossi.
Capo di Will e responsabile eventi dell'hotel.
- Garth Lanahan, interpretato da Eric Balfour, doppiato da Edoardo Stoppacciaro.
Falegname e fidanzato di Cara.
- Detective Rawlings, interpretata da Marsha Stephanie Blake, doppiata da Tiziana Avarista.
Detective che indaga sulla scomparsa di Cara.
- Detective Wiseman, interpretato da Jonathan Keltz, doppiato da Luca Mannocci.
Collega di Rawlings.

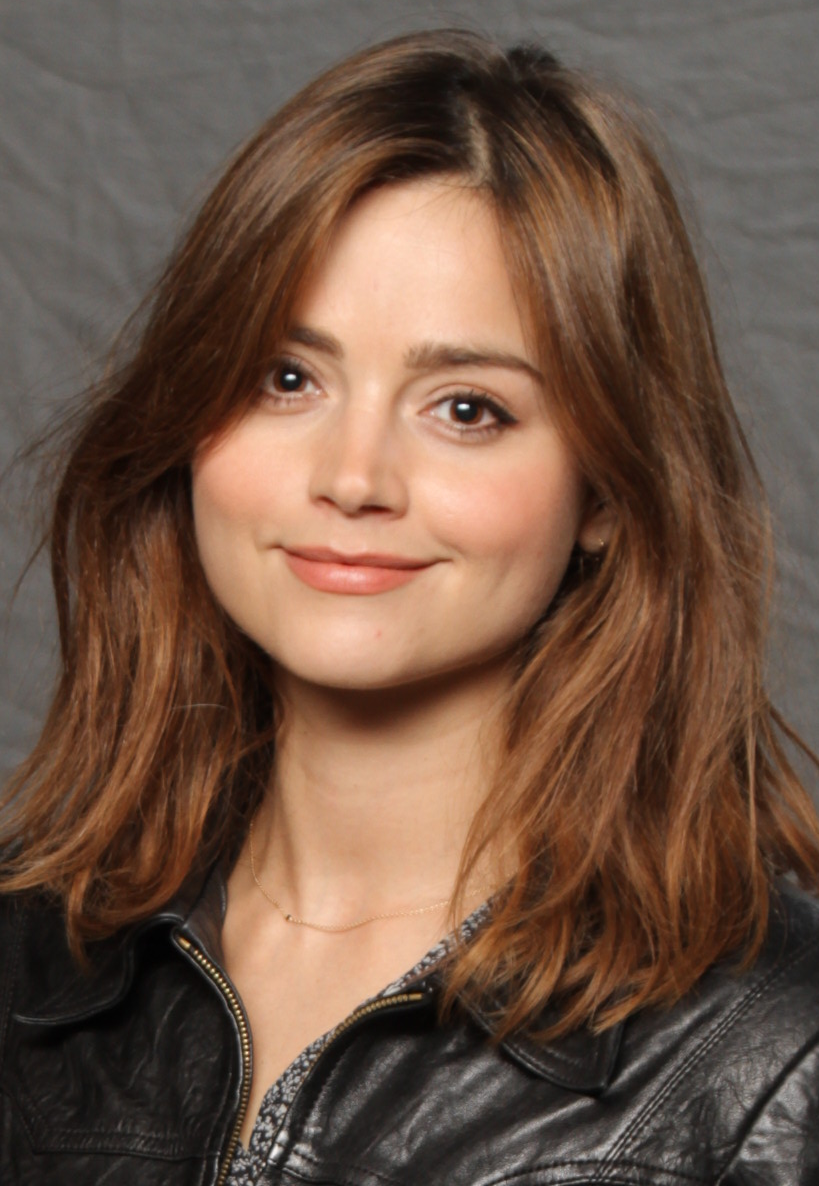
Jenna Coleman
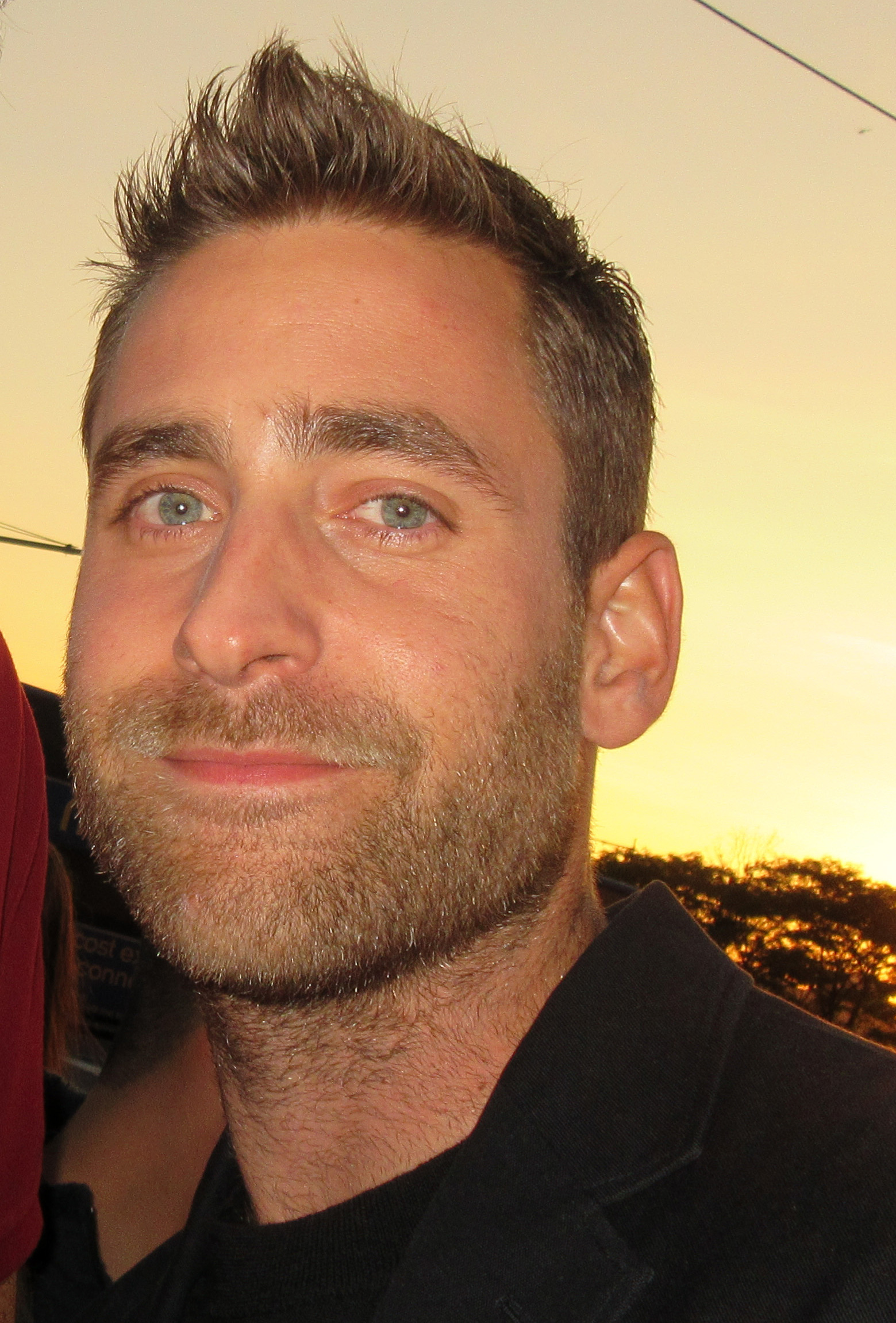
Oliver Jackson-Cohen
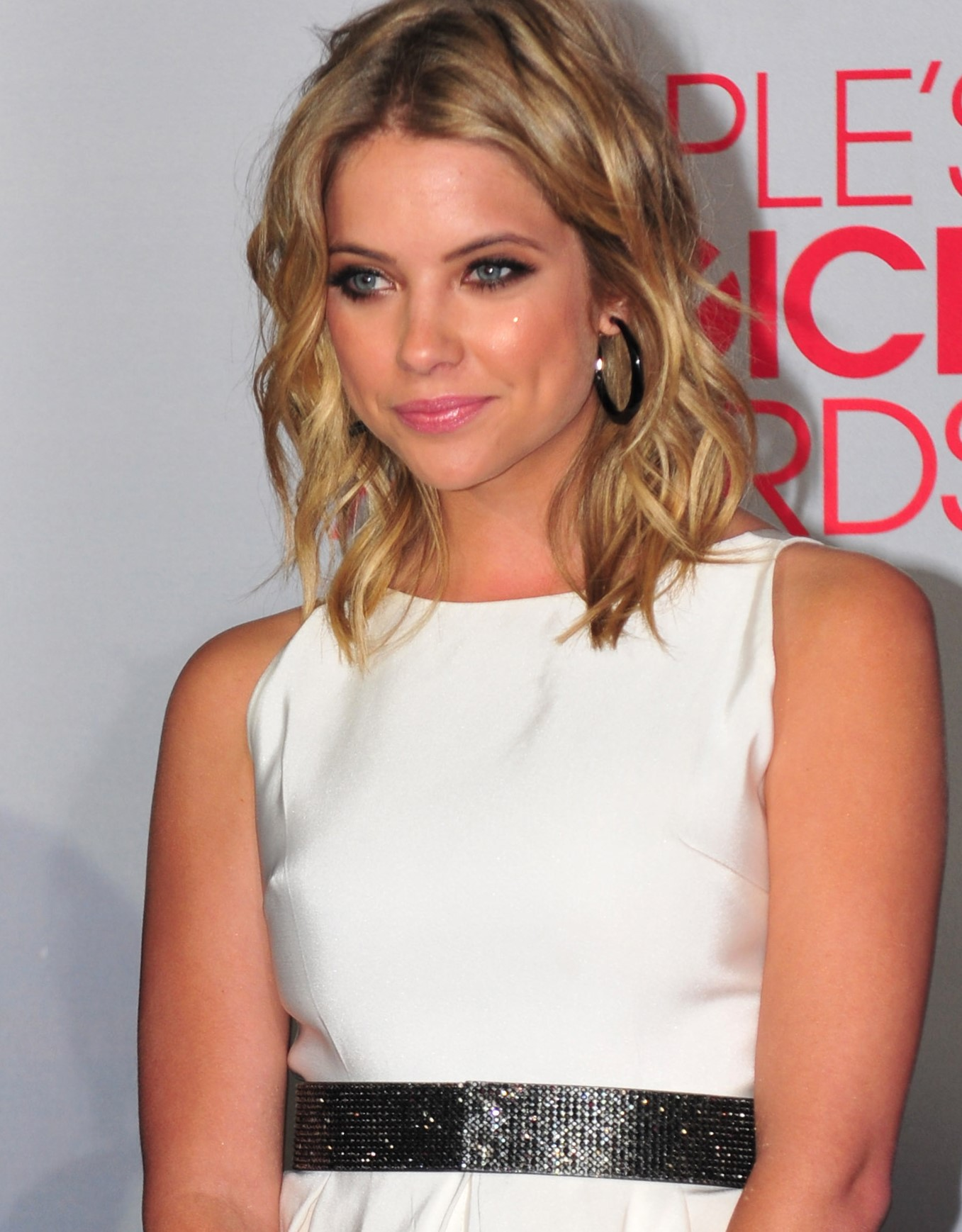
Ashley Benson
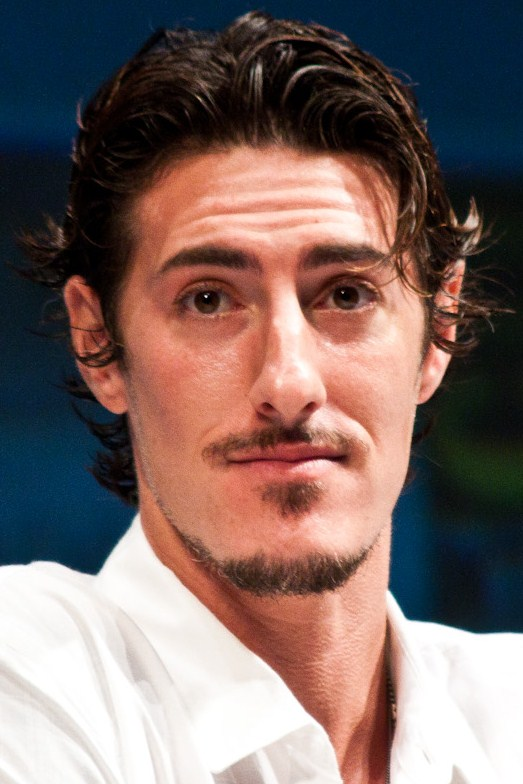
Eric Balfour
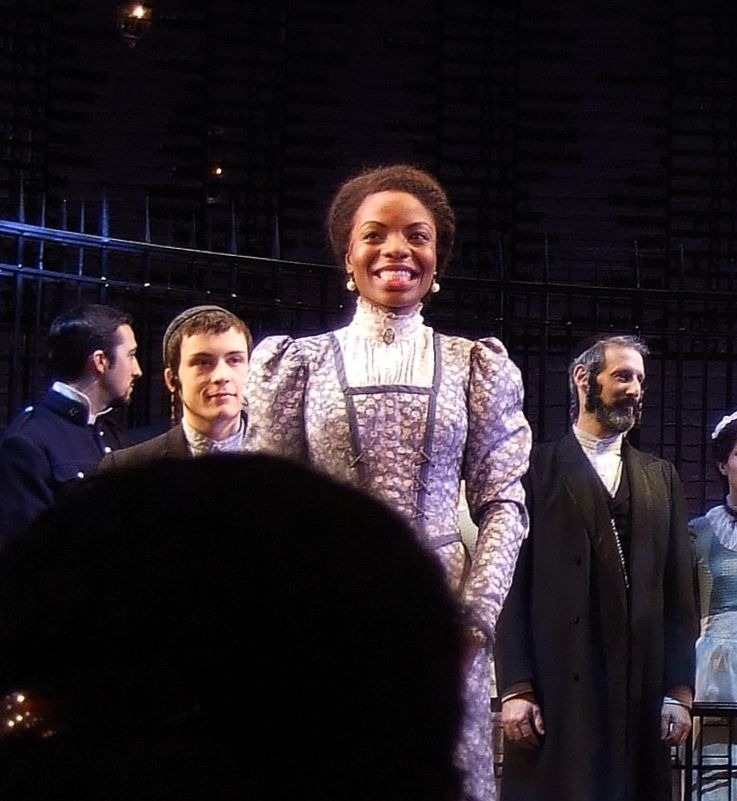
Marsha Stephanie Blake

### Ricorrenti
- Marissa, interpretata da Natalie Sharp, doppiata da Martina Felli.
Collega di Will e amica di Cara.
- Anton, interpretato da Jake Foy, doppiato da Andrea Lavagnino.
Marito di Zach e ospite del Majestic Hotel.
- Zach, interpretato da Geoff Gustafson.
Marito di Anton.

## Produzione
Nel giugno 2022 è stato annunciato che Firebird Pictures e Amazon Studios avrebbero prodotto un adattamento del romanzo Wilderness di B.E. Jones, con So Yong Kim come regista e produttrice esecutiva insieme a Marnie Dickens e Elizabeth Kilgarriff. Nello stesso mese Jenna Coleman e Oliver Jackson-Cohen sono stati annunciati come protagonisti.
La lavorazione della miniserie è iniziata nel giugno 2022 con le riprese avvenute a Calgary, Banff Springs Hotel, Vancouver, Las Vegas, il Grand Canyon e New York. La creatrice e sceneggiatrice Dickens ha affermato: «Wilderness è divertimento assoluto e puro, dove la nostra eroina Liv dice le cose che vorresti avere il coraggio di fare, fa le cose su cui puoi solo fantasticare e vive secondo il suo insieme di regole sempre più esagerate. Sono entusiasta di portare ai telespettatori di Prime Video lungo il suo viaggio.» Mentre la protagonista, Coleman, ha dichiarato: «Non vedo l'ora di mettermi in viaggio nella natura incontaminata e nel bel mezzo del nulla. Lavorando al fianco di Oliver, esploreremo i limiti di una relazione che viene messa alla prova in modi inimmaginabili e nelle mani delle eccezionali So Yong Kim, Marnie Dickens e Liz Kilgarriff a Firebird Pictures. So che questo sarà un viaggio incredibile.» Nel luglio 2022 Ashley Benson, Eric Balfour, Marsha Stephanie Blake e Morgana Van Peebles sono stati annunciati nel cast.
La sigla della miniserie è Look What You Made Me Do (Taylor's Version) di Taylor Swift.

## Distribuzione
La miniserie è stata interamente pubblicata il 15 settembre 2023 su Prime Video.

## Accoglienza

### Critica
La miniserie ha ricevuto recensioni miste dalla critica. Rotten Tomatoes riporta il 57% delle recensioni professionali positive, con un voto medio di 5,9 su 10 basato su 21 critiche. Il consenso critico del sito web indica: «Wilderness si perde spesso nei suoi eccessi di tropi di vendetta, ma i suoi colpi di scena potrebbero soddisfare gli appassionati di sordidi intrighi.» Metacritic, invece, ha assegnato un punteggio di 57 su 100 basato su 10 recensioni, indicando "recensioni miste".